# AMX-13 DCA
AMX-13 DCA (Défense Contre Avions - ochrana před letadly) je francouzský samohybný protiletadlový systém na podvozku lehkého tanku AMX-13. Je vybaven radarem Oeil Noir 1, který řídí palbu. Dvojice 30mm kanónů se zásobníkem 300 nábojů mohou být nastaveny, aby vystřelovaly jednotlivé střely, dávky po patnácti střelách nebo střílely neustále.